# Laurent Klug
Laurent Klug est un acteur français né le 29 avril 1963 à Paris.
Il est également réalisateur et scénariste.

## Filmographie

### Acteur

#### Télévision
- 2012 : Ainsi soient-ils (série télévisée) : Père Galzun
- 2012 : Vauban, la sueur épargne le sang de Pascal Cuissot : Friand
- 2009 : La Tueuse de Rodolphe Tissot : Joueur énervant
- 2008 : La Traque de Laurent Jaoui : Elie
- 2005 : Faites comme chez vous !, épisode Carton rose : Réparateur
- 1999 : H, épisode Une histoire de champignons
- 1996 : Les Vacances de l'amour, épisode La star (1re partie)
- 1995 : Le Miracle de l'amour, épisode Les relous : Mimiche
- 1995 : Les Filles d'à côté, épisode Les naufragés
- 1993 : Hélène et les Garçons, épisode Sans logis : Gérard
- 1993 : Maigret, épisode Maigret et les caves du Majestic : Monsieur Yves

#### Cinéma
- 2011 : Au cas où je n'aurais pas la palme d'or de Renaud Cohen : rabbin cimetière
- 2011 : Et si on vivait tous ensemble ?  de Stéphane Robelin : le docteur Lacombe
- 2008 : Fracassés de Franck Llopis : Billy
- 2005 : Cavalcade de Steve Suissa : le brancardier
- 2005 : Anthony Zimmer de Jérôme Salle : homme discret
- 2001 : Gamer de Patrick Levy : le journaliste
- 1995 : L'Appât de Bertrand Tavernier : serveur